# Bernhard Rudolf Abeken

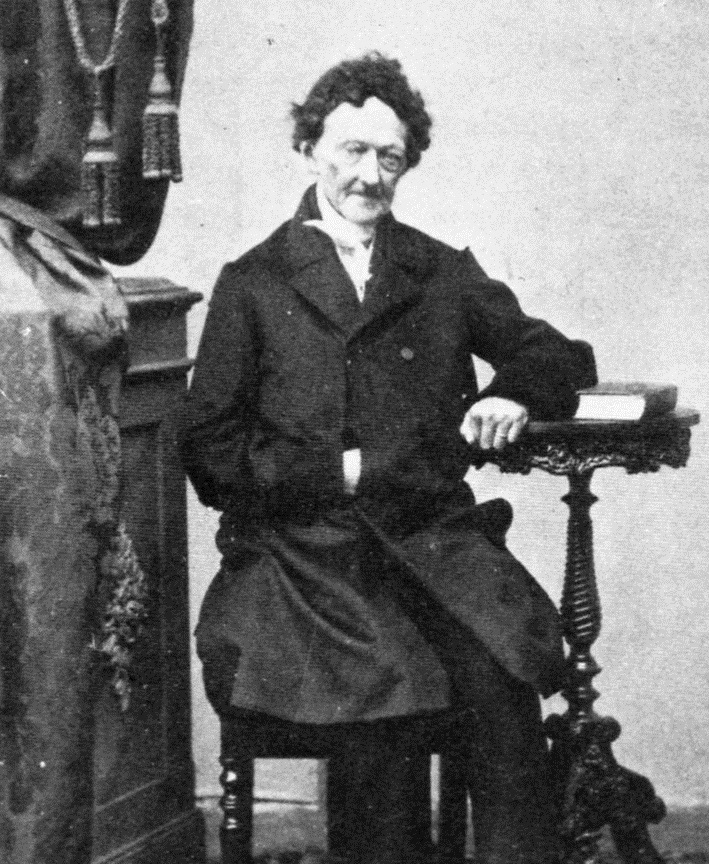
Bernhard Rudolf Abeken, um 1861

Bernhard Rudolf Abeken (* 1. Dezember 1780 in Osnabrück; † 24. Februar 1866 ebenda) war ein deutscher Philologe und Lehrer.

## Familie
Bernhard Rudolf Abeken war der zweite Sohn von 12 Kindern von Johann Wilhelm Abeken (1753–1800), Großkaufmann in Osnabrück und Charlotte Margarethe Klincke. Er heiratete Christiane († 1855), Tochter des Wilhelm Ludwig von Wurmb (1740–1812) und der Wilhelmine Christiane von Hoheneck (1760–1797), Hofdame der Fürstin-Regentin von Schwarzburg-Rudolstadt. Das Paar hatte die Kinder: Der Klassische Archäologe Wilhelm Abeken (1813–1843) und der Autor und Politiker Hermann Abeken (1820–1854). Sein Bruder war der Altphilologe und Lehrer Wilhelm Ludwig Abeken (1793–1826). Der Theologe und Politiker Heinrich Abeken (1809–1872) und der Politiker Christian Wilhelm Ludwig von Abeken (1826–1890) waren seine Neffen.

## Leben
Nach dem Besuch des Ratsgymnasiums Osnabrück  (1790–1799) studierte Abeken ab Oktober 1799 Theologie und Altphilologie an der Universität Jena. Er war ab 1803 Hauslehrer bei Eberhard von der Recke in Berlin und ab 1808 in gleicher Funktion bei den verwaisten Söhnen von Friedrich Schiller in Weimar. 1810 wurde er Konrektor des Gymnasiums Fridericianum in Rudolstadt. 1815 ging er an das Ratsgymnasium in Osnabrück und wurde dort 1841 Rektor. 1863 trat er in den Ruhestand. Seine Grabstätte befindet sich auf dem Hasefriedhof in Osnabrück.
Literarisch-Historisches Hauptwerk Abekens ist die Gesamtausgabe der Werke von Justus Möser (1720–1794), erschienen bei Nicolai in Berlin.

## Schriften
- Justus Mösers sämmtliche Werke. Neu geordnet und aus dem Nachlasse desselben gemehrt durch B.R. Abeken. 10 Bde. Berlin, Verlag der Nicolaischen Buchhandlung, 1842–1868.
- Beiträge für das Studium der Göttlichen Comödie Dante Alighieri’s. Nicolai, Berlin und Stettin 1826. (Digitalisat).
- Zur Erinnerung an Wilhelm Ludwig Abeken. Manuscript für Familie und Freunde. Osnabrück 1828.
- Cicero in seinen Briefen. Ein Leitfaden durch dieselben. Mit Hinweisung auf die Zeiten, in denen sie geschrieben wurden. Hahn, Hannover 1835 (Digitalisat).
- Johann Heinrich Benjamin Fortlage. 1770–1841. Nekrolog. Osnabrück: Kisling 1841. Digitalisat der ersten Seite

- Ein Stück aus Goehte’s Leben zum Verständniß einzelner Werke desselben. Nicolai, Berlin 1845. (Digitalisat).
- Rede zur Jubelfeier der Geburt Goethe’s am 28. Aug. 1849 auf dem Osnabrückschen Raths-Gymnasium. Kissling, Osnabrück 1849. (Digitalisat).
- Die Säcularfeier der Geburt Schiller’s auf dem Gymnasium der Stadt Osnabrück am 9. Nov. 1859. Kissling, Osnabrück 1859. (Digitalisat).
- Greifensee. Roman. Rümpler, Hannover 1862. (Digitalisat Band 1), (Band 2).
- Goethe in den Jahren 1771 bis 1775. Rümpler, Hannover 1865. (Digitalisat 2. Aufl. 1865).
- Goethe in meinem Leben. Erinnerungen und Betrachtungen. Hrsg. von Adolf Heuermann.Böhlau, Weimar 1904. (Digitalisat).